# Internetrollspel
Internetrollspel är olika former av rollspel som spelas över Internet. De finns i olika varianter som skiljer sig mycket. Ofta utspelas de i en fiktiv värld med medeltida förtecken, men där magi är en realitet. Det är oftast färre regler på Internetrollspel än exempelvis Dungeons & Dragons.

## Varianter
Internetrollspel är en stor subgenre av rollspelsgenren, och den har själv flera genrer.

### Forumrollspel
Forumrollspel utspelas som namnet säger i forum på Internet. I rollspelsforumen spelar man mot varandra. Det är inte alls särskilt hårda regler på många forumrollspel, utan man respekterar varandra och litar på varandra.
Forumrollspel utspelas ofta på communities som kanske inte alls har med rollspel att göra, utan bara har ett forum för det. Det finns även ett antal privatskapade hemsidor av rollspelsfans